# Girolamo Germano
Girolamo Germano S.J. (anche noto con il nome latino: Hieronymus Germanus) (Palermo, 1568 – 27 dicembre 1632) è stato un gesuita, grecista e filologo italiano.

## Biografia
Ci sono poche informazioni sulla vita di Girolamo Germano. Fu ammesso nella Compagnia di Gesù nel 1586 all'età di 18 anni. Per otto anni insegnò lingue e letterature classiche nei collegi della Compagnia, prima di essere inviato nell'isola di Chio in cui i gesuiti si erano stabiliti fin dal 1590. Visse a Chio per 22 anni svolgendovi le sue funzioni sacerdotali. In questo contesto, fu autore del suo famoso Vocabolario Italiano et Greco. Il lavoro è significativo sia sul piano fonetico che su quello morfologico e lessicografico, tuttavia fu disponibile solo in pochissime biblioteche fino al 1907, quando Hubert Pernot lo ripubblicò, aggiungendovi una dettagliata introduzione alla storia della grammatica e della lessicografia greca moderna. Germano è considerato uno dei più importanti filologi del greco moderno della prima età moderna.

## Opere

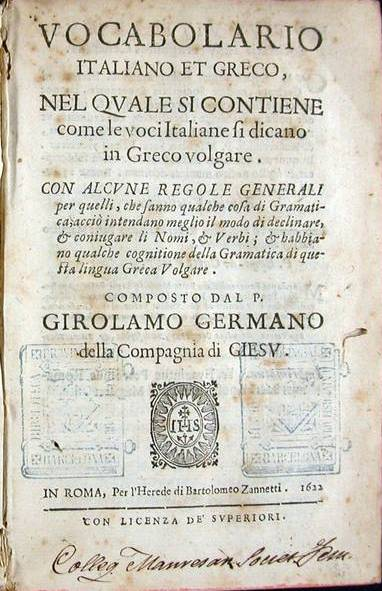
Girolamo Germano, Vocabolario italiano et greco, Roma, 1622

- Vocabolario italiano et greco, nel quale si contiene come le voci Italiane si dicano in Greco volgare. Con alcune regole generali per quelli che sanno qualche cosa di Gramatica, acciò intendano meglio il modo di declinare, & coniugare li Nomi, & Verbi; & habbiano qualche cognitione della Gramatica di questa lingua Greca volgare. Composto dal P. Girolamo Germano della Compagnia di GIESV. In Roma, per l’Herede di Bartolomeo Zannetti 1622, (online); (altra edizione online).